# Hoplerythrinus
Hoplerythrinus es un género de peces de agua dulce de la familia Erythrinidae en el orden Characiformes. Sus 3 especies habitan en los trópicos y subtrópicos de Sudamérica.

## Distribución
Se distribuye en cursos fluviales tropicales y subtropicales en Panamá y en el norte y centro de Sudamérica. Se presenta en la cuenca del río Magdalena en Colombia, en los drenajes atlánticos de las Guayanas, en Trinidad y Tobago, en las cuencas del Orinoco en Venezuela, en la del Amazonas en Ecuador, Perú y Bolivia, en la del río São Francisco en Brasil, llegando por el sur a la cuenca del Plata, en el Paraguay, el nordeste de la Argentina y el oeste del Uruguay, hasta el Río de la Plata. 

## Taxonomía
Este género fue descrito originalmente en el año 1896 por el ictiólogo estadounidense Theodore Nicholas Gill.
Especies
Este género se subdivide en 3 especies:
- Hoplerythrinus cinereus (T. N. Gill, 1858)
- Hoplerythrinus gronovii (Valenciennes, 1847)
- Hoplerythrinus unitaeniatus (Spix & Agassiz, 1829)

## Características
Hoplerythrinus es muy similar al género Hoplias, cuyas especies son denominadas popularmente tarariras. 
La longitud total se sitúa entre 18 y 25 cm.